# Gornje Sitno
Gornje Sitno – wieś w Chorwacji, w żupanii splicko-dalmatyńskiej, w mieście Split. W 2011 roku liczyła 392 mieszkańców.